# 7,62×51 NATO
7,62×51 NATO je puškovni naboj, ki ga uporabljajo predvsem članice zveze NATO. Razvit je bil na podlagi komercialnega naboja .308 Winchester v petdesetih letih prejšnjega stoletja, da zamenja nekoliko daljši ameriški naboj .30-06 Springfield in pri tem ohrani primerljive balistične lastnosti.
Je močnejši od NATO nabojev 9x19 Parabellum in 5,56x45 NATO ter šibkejši od naboja 12,7x99 NATO. Po moči je primerljiv z ruskim nabojem 7,62x54 R.
V Slovenski vojski se uporablja v mitraljezu FN MAG in ostrostrelnih puškah PGM Ultima Ratio ter Steyr SSG 69.

## Galerija
- Trije standardni naboji zveze NATO (z leve): 7,62x51, 5,56x45 in 9x19.
- Naboji na pasovih za mitraljez. Pasovi so sestavljeni iz jeklenih členov z oznako M13.
- Naboji M118 za ostrostrelstvo.